# Pangas vláknoploutvý
Pangas vláknoploutvý (Pangasius sanitwongsei) je sladkovodní ryba z čeledi pangasovitých, která obývá povodí Mekongu a Menamu v jihovýchodní Asii. Žije při dně velkých řek, odkud na jaře migruje proti proudu na trdliště.
Ryba má tmavé zbarvení způsobené melanofory, tvarem těla a stylem plavání připomíná žraloky. Charakteristickým znakem jsou dlouhé a tenké první paprsky hřbetních, prsních a břišních ploutví. Většina jedinců měří okolo jednoho metru, rekordní kusy dosahovaly délky okolo 2,5 metru a váhy až 300 kg. Živí se převážně rybami a korýši, větším kusům mohou posloužit jako potrava i mršiny drůbeže nebo psů, které se také používají jako návnada. Dožívá se až dvaceti let.
Pangas vláknoploutvý byl v zemích svého původu předmětem náboženského kultu, je zobrazen např. na reliéfech v chrámu Angkor Vat. Bývá také chován ve velkých veřejných akváriích. Poptávka po jeho mase i rozsáhlý sportovní rybolov vedly k poklesu populace v posledních třech generacích až o 99 %, byl proto označen za kriticky ohrožený taxon a také zařazen na seznam Sto nejohroženějších druhů. Další hrozbu pro tento druh představuje plánovaná stavba přehrad na Mekongu.
Vědecký název dostala ryba na počest thajského politika a generála Suwaphana Sanitwonga (1863–1926).